# Alberto Magnaghi (geografo)
Alberto Magnaghi (Casale Monferrato, 2 giugno 1874 – Torino, 3 dicembre 1945) è stato un geografo italiano.

## Biografia
Docente all'università di Palermo dal 1924 e all'università di Torino dal 1929, fu autore di vari studi su navigatori italiani, tra cui Amerigo Vespucci, le cui lettere in gran parte furono trascritte nel Codice Vaglienti, conservato alla Biblioteca Riccardiana di Firenze.
Secondo la sua teoria Ugolino e Vadino Vivaldi avrebbero tentato, nel loro sfortunato viaggio, di raggiungere l'Asia da ovest.

## Opere principali
- Le "Relazioni Universali" di Giovanni Botero e le origini della statistica e dell'antropogeografia, Torino, Clausen, 1906
- Il problema dell'origine delle sorgenti, da Cartesio (1639) a Vallisnieri (1725), Rocca S. Casciano, Cappelli, 1911
- D'Anania e Botero: a proposito di una "fantasia" storico-geografica sul Cinquecento, Ciriè, Giovanni Capella, 1914
- Geographi italici maiores, Firenze, Libreria della Voce, 1916
- ... La geografia è in cammino, Ciriè, Giovanni Capella, 1918
- Amerigo Vespucci: studio critico, con speciale riguardo ad una nuova valutazione delle fonti e con documenti inediti tratti dal Codice Vaglienti (Riccardiano 1910), 2 voll., Roma, A.G.A.R., 1924 (poi Roma, Treves, 1926)
- Il planisfero del 1523 della Biblioteca del Re in Torino: la prima carta del mondo costruita dopo il viaggio di Magellano : unica copia conosciuta di carta generale ad uso dei piloti dell'epoca delle grandi scoperte, Firenze, O. Lange, 1929
- Processo e condanna di Giovanni Botero, Torino, R. Accademia delle scienze, 1936
- Questioni colombiane, Napoli, L. Loffredo, 1939
- Amerigo Vespucci primo scopritore del Brasile, Torino, R. Accademia Delle Scienze, 1941